# Protaetia insperata
Protaetia insperata är en skalbaggsart som beskrevs av Lewis 1879. Protaetia insperata ingår i släktet Protaetia och familjen Cetoniidae. Inga underarter finns listade i Catalogue of Life.